# Monte Stella (Cilento)
Der Monte Stella (auch Monte della Stella oder Montestella) (deutsch etwa „Sternberg“) ist die höchste Erhebung des westlichen Cilento.

## Geographie
Der Berg wird in drei Himmelsrichtungen vom Tyrrhenischen Meer umschlossen. Im Osten bildet das Tal des Flusses Alento seine Grenze.

## Erreichbarkeit
Auf den Monte Stella führt eine Straße, die in Omignano beginnt und in ca. 7 km auf den Berg führt. Des Weiteren gibt es Wanderwege ausgehend von den umliegenden Ortschaften Serramezzana, Perdifumo und San Mauro Cilento.
Auf dem Gipfel befindet sich eine Kirche sowie eine Radarstation.

## Bilder

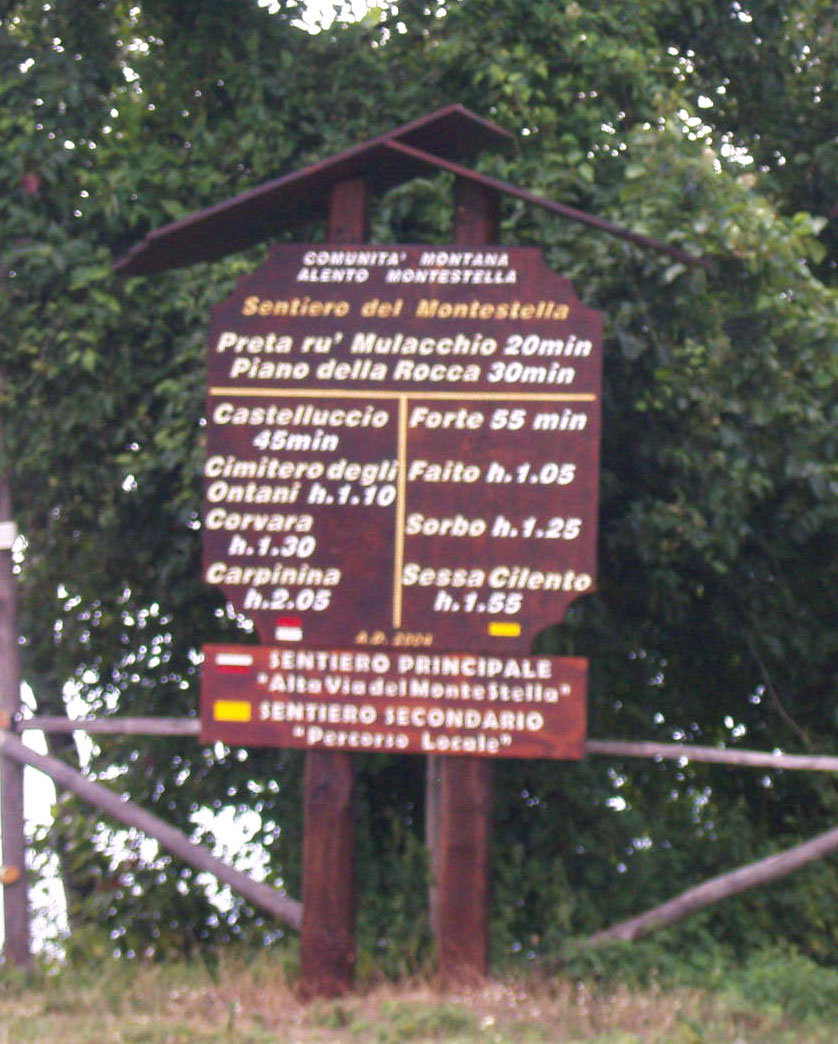
Wegweiser
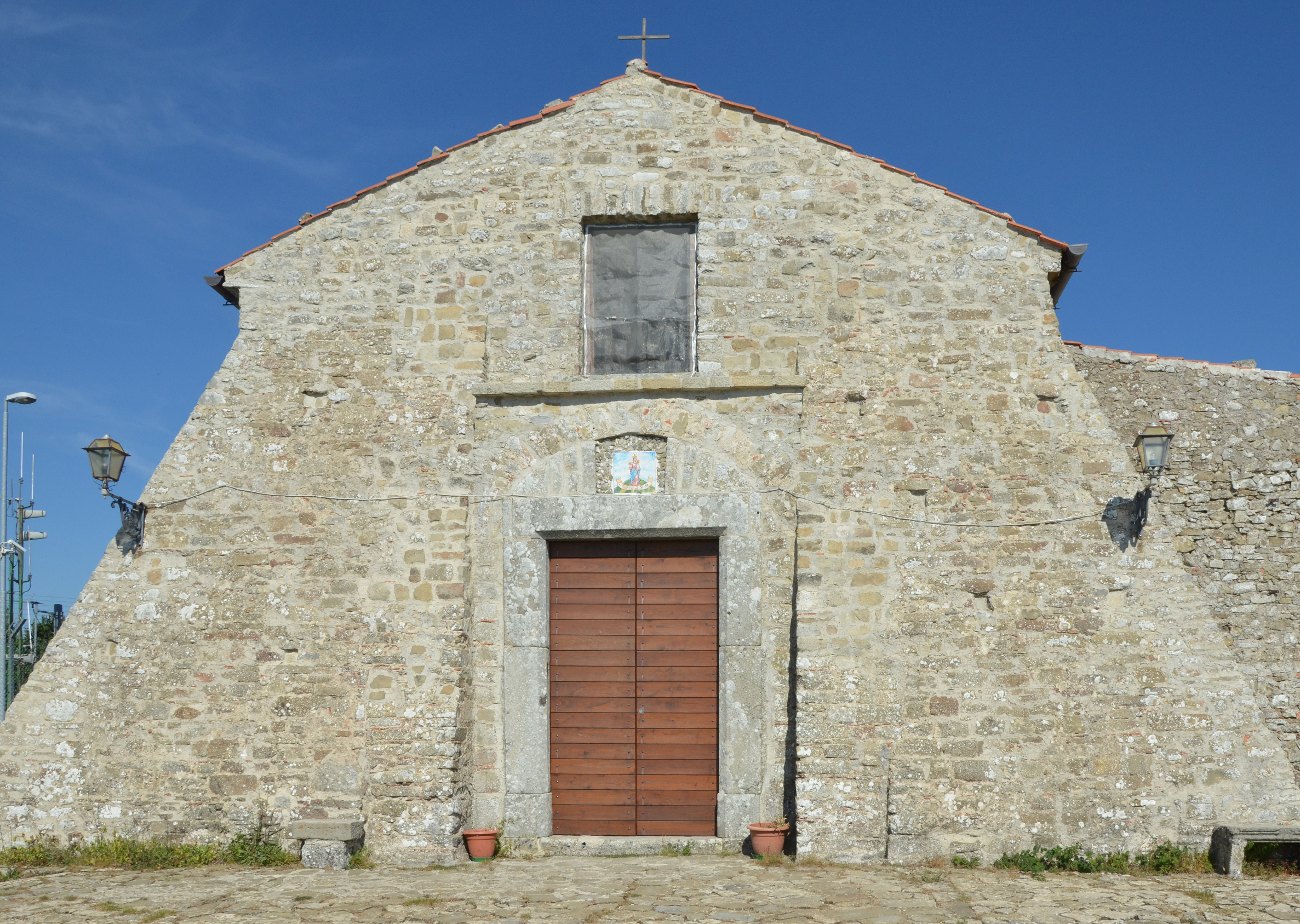
Die Kirche von vorne
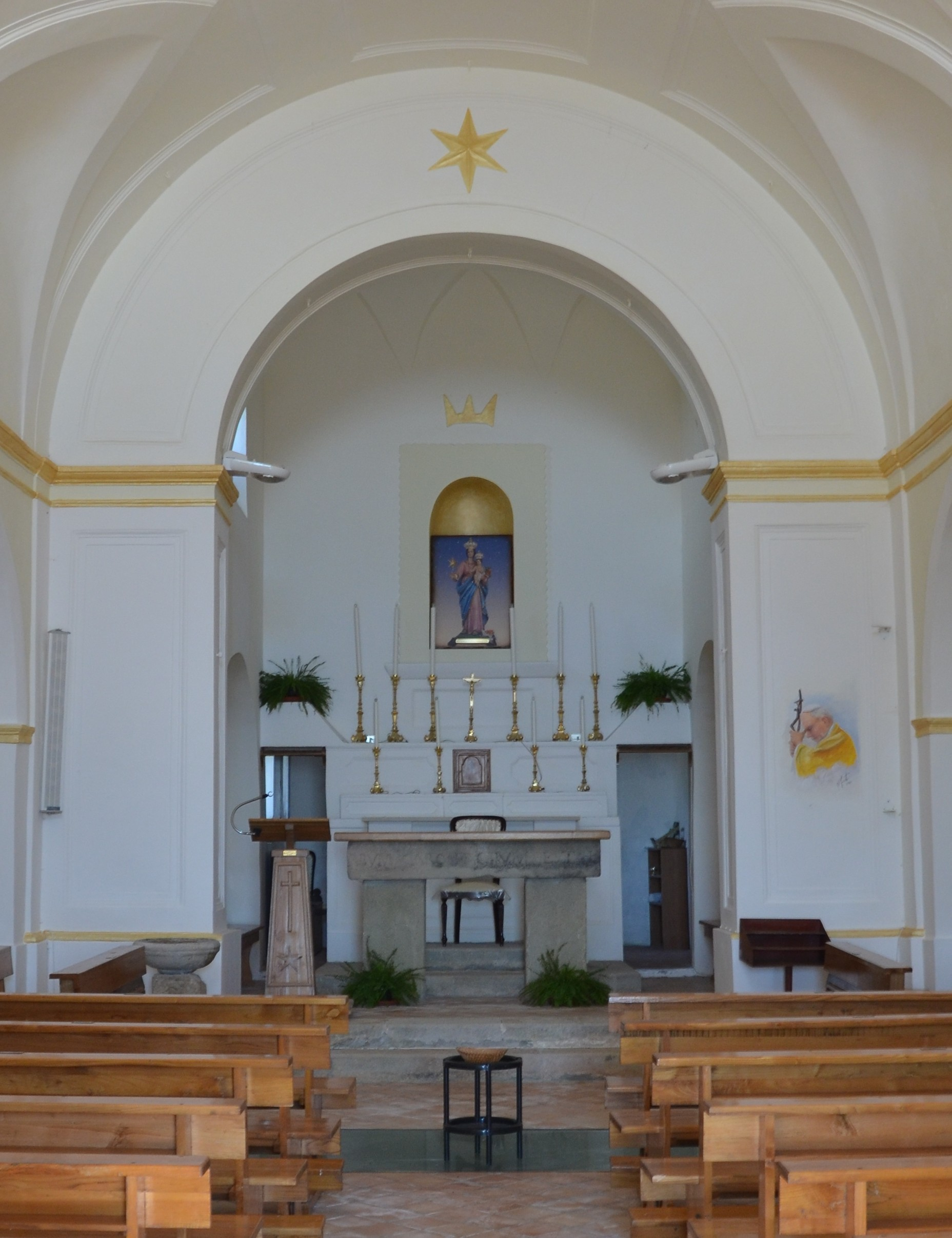
Blick in die Kirche